# Casino (Ax-les-Thermes)

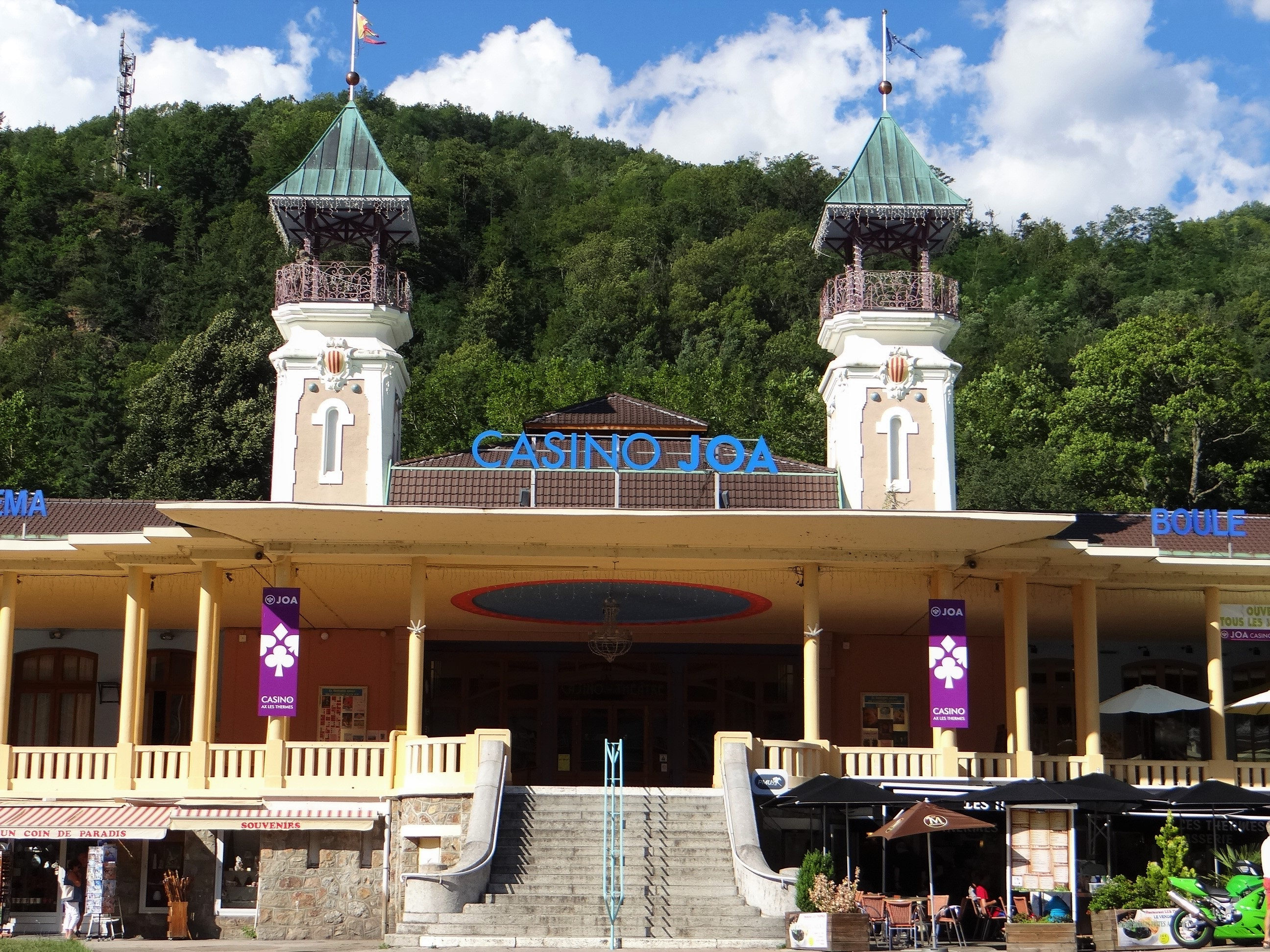
Casino in Ax-les-Thermes

Das Casino in Ax-les-Thermes, einer französischen Gemeinde im Département Ariège in der Region Okzitanien, wurde 1911 fertiggestellt. Das Casino an der Promenade Paul Salette entstand, nachdem seit 1895 mehrere Projekte zum Bau eines Casinos gescheitert waren. Schließlich wurden 1907 in dem noch nicht komplett fertiggestellten Gebäude der Theatersaal und die Spielsäle eröffnet. Im Jahr 1908 beauftragte die Gemeinde den Architekten Pierre Mouré aus Toulouse, das Casino fertigzustellen, 1911 waren alle Arbeiten beendet. Im Jahr 1925 wurden bereits größere Reparaturen ausgeführt.

## Beschreibung
Der breite Bau hat an der Süd- und Nordseite große Terrassen. In der Mitte befindet sich eine große Halle, von der aus die Seitenflügel erreicht werden: im Westen ein Café und die Spielsäle, im Osten das Theater. Zwei Türme mit Aussichtsplattformen überragen das Gebäude.
Der ab 1928 neue Konzessionär, die Compagnie Immobilière et Foncière France Indochine (CIFFIC), musste laut Vertrag eine neue und größere Terrasse errichten, wodurch die darunter sich befindenden Geschäfte vergrößert werden konnten. Die zentrale Freitreppe wurde ebenfalls vergrößert. Gleichzeitig mit dem rückwärtigen Anbau eines Veranstaltungssaals wurde auch die Raumaufteilung der bisherigen Flügel geändert. 
Der obere Teil der Türme wurde in den 1950er Jahren verändert und in den 2000er Jahren fanden umfangreiche Renovierungen des Gebäudes statt.